# Asra
Asra war ein dänischer Hersteller von Automobilen.

## Unternehmensgeschichte
Das Unternehmen von Kresten Haaning aus Djursland stellte in den 1980er Jahren Kits und Kit Cars her. Die genaue Bauzeit ist unbekannt, aber 1984 ist belegt. Insgesamt entstanden etwa 20 Fahrzeuge.
Am 6. Juni 2010 fand ein Treffen von Asra-Fahrzeugen statt.

## Fahrzeuge
Bei den Kit Cars handelte es sich um Fahrzeuge auf der Basis des Citroën 2 CV. Im Angebot standen offene Versionen sowie Coupés. Die Karosserie bestand aus Fiberglas. Für den Antrieb sorgte der originale Zweizylinder-Boxermotor. Wahlweise konnte der stärkere Motor aus dem Citroën Visa mit 650 cm³ Hubraum und 36 PS montiert werden.